# Moxostoma duquesnii
Moxostoma duquesnii és una espècie de peix de la família dels catostòmids i de l'ordre dels cipriniformes.

## Morfologia
- Pot assolir 51 cm de longitud total[3] (encara que la seua mida normal és de 28,5)[4] i 1.020 g de pes.[5][6]

## Reproducció
Té lloc a la primavera i pot realitzar migracions fins a les zones de fresa de, com a mínim, 10 km.

## Alimentació
Els adults mengen petits invertebrats bentònics (sobretot microcrustacis i larves de mosquits), detritus i algues.

## Hàbitat i distribució geogràfica
És un peix d'aigua dolça, demersal i de clima temperat (43°N-32°N), el qual es troba a Nord-amèrica: des dels Grans Llacs d'Amèrica del Nord, la conca del riu Mississipi a Ontario (el Canadà) i Nova York fins al sud-est de Minnesota, Alabama, l'est d'Oklahoma, la badia de Mobile (Geòrgia) i el sud-est de Tennessee, incloent-hi Virgínia, Arkansas, Illinois, Indiana, Iowa, Kansas, Kentucky, Michigan, Mississipi, Carolina del Nord, Ohio, Pennsilvània, Virgínia Occidental, Wisconsin, Missouri i el riu Ohio.

## Observacions
És inofensiu per als humans i la seua longevitat és de 10 anys.